# Llac Lugu
El Llac Lugu (xinès: 泸沽湖; pinyin: Lúgū Hú) es localitza al nord-oest del planell de Yunnan, al centre del Comtat Autònom Ningliang Yi, a la Xina. El mig del llac forma la frontera entre el comtat de Ninglang de la província de Yunnan Província i el comtat de Yanyuan de la província de Sichuan. La formació del llac es creu que fou causada per una falla geològica que pertany a l'edat geològica del Cenozoic tardà. És un llac alpí a una alçada de 2,685 metres (8,809 peus) i és el llac més alt a la província de Yunnan. El llac està envoltat per muntanyes i té cinc illes, quatre penínsules, catorze badies i disset platges.
Hi habita l'ós panda gegant.